# Intracoastal Waterway

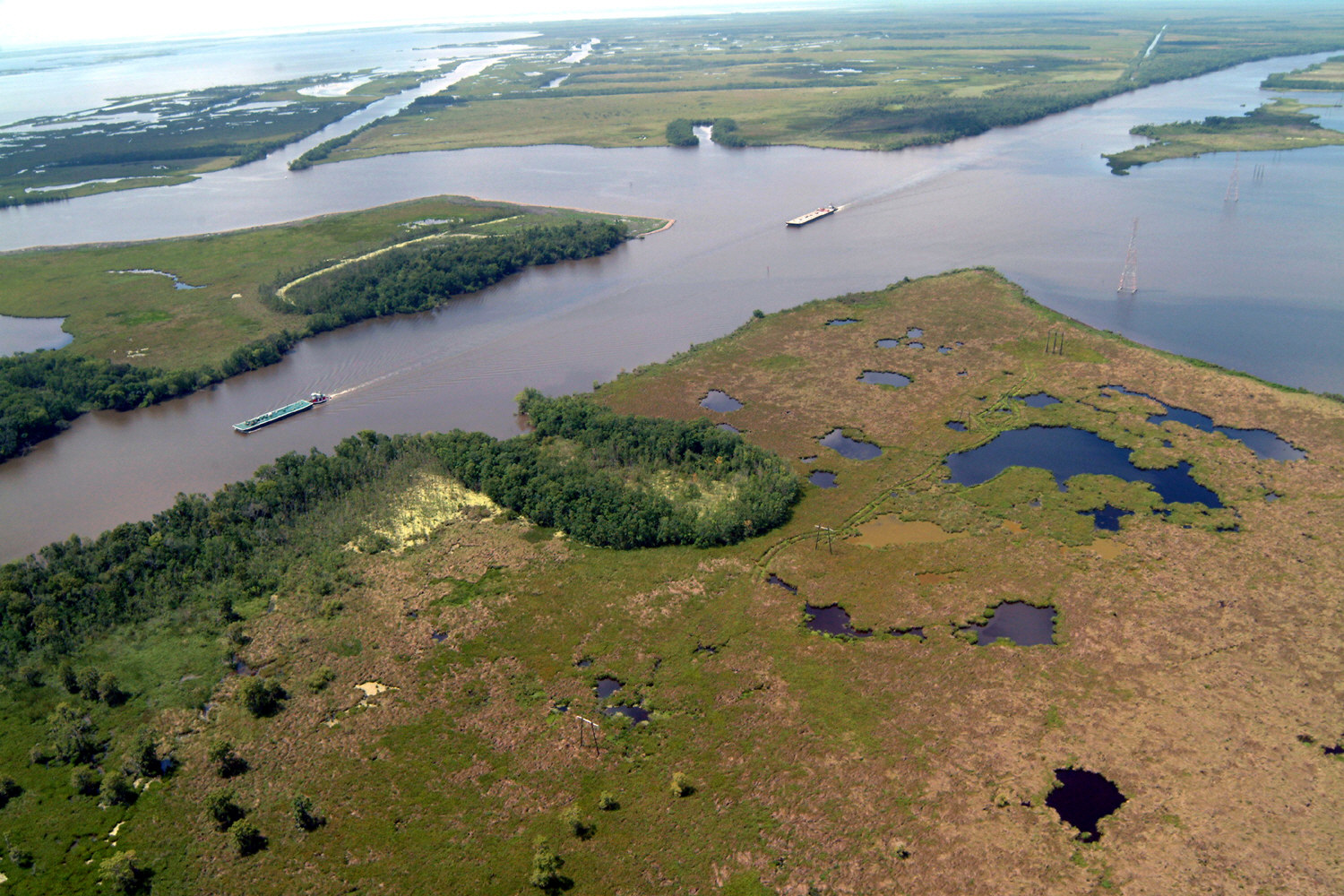
Il Gulf Intracoastal Waterway nella sua intersezione con il Bayou Perot

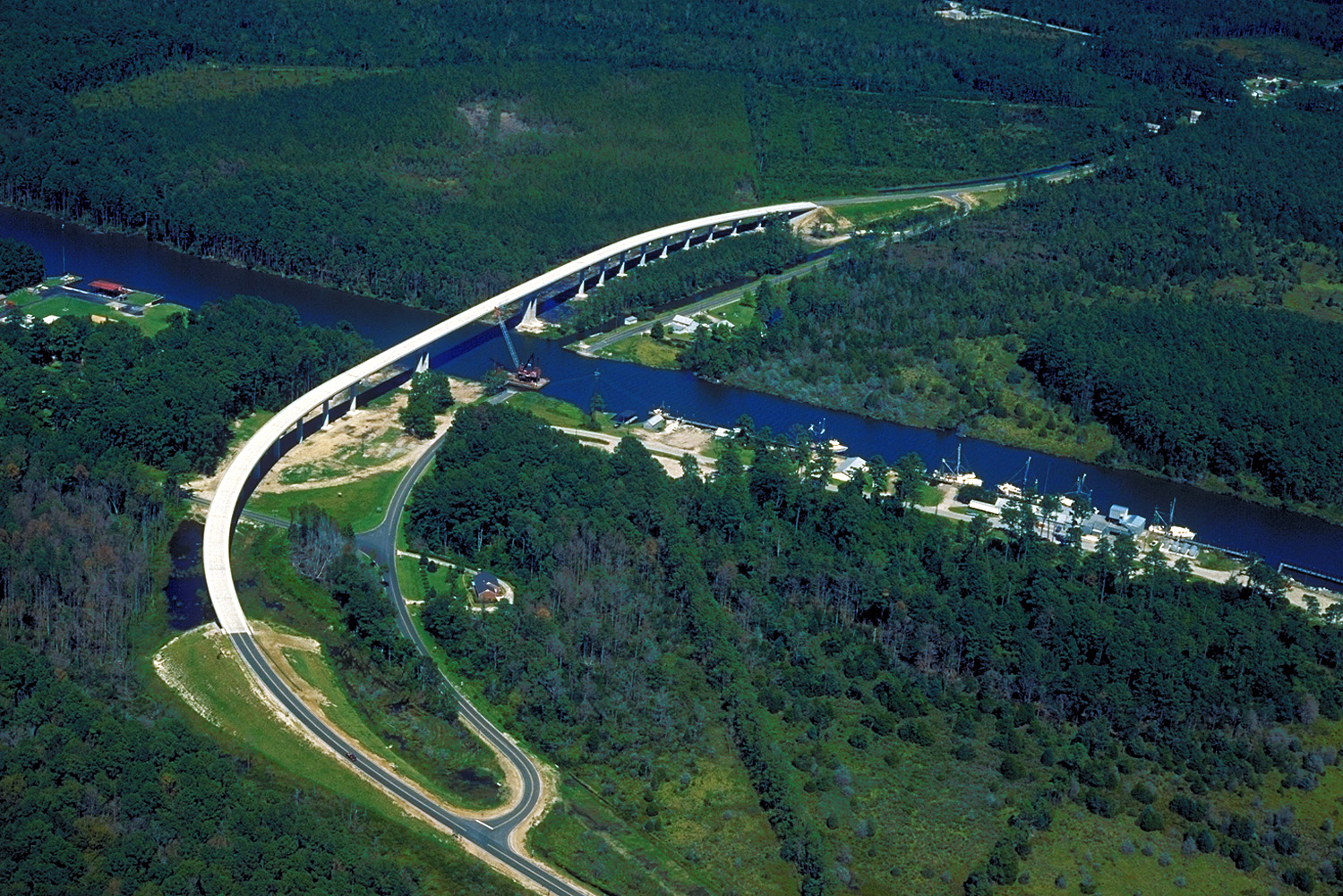
Una sezione dell'Intracoastal Waterway nella contea di Pamlico in Nord Carolina. L'Hobucken Bridge oltrepassa il canale.

L'Intracoastal Waterway è un canale navigabile della costa sud-orientale degli Stati Uniti lungo 4.800 km tra l'Oceano Atlantico e le coste del Golfo del Messico. Parte di questo canale è composto da insenature naturali, foci di fiumi, baie, altre sezioni sono di origine antropica. Consente la navigazione lungo il suo percorso senza molti dei rischi di navigazione presenti in mare aperto.
La via navigabile è compresa tra la costa orientale, tra il fiume Manasquan nel New Jersey, a Brownsville in Texas. La navigabilità è gratuita, ma gli utenti commerciali pagano una tassa sul carburante che viene utilizzato per opere di manutenzione e miglioria.
La creazione dell'Intracoastal Waterway è stata autorizzata dal Congresso degli Stati Uniti nel 1919. La via navigabile si compone di due segmenti non contigui: Gulf Intracoastal Waterway, che si estende da Brownsville in Texas a Carrabelle in Florida, e l'Atlantic Intracoastal Waterway, che si estende da Key West, in Florida, a Norfolk in Virginia. Ulteriori canali e baie navigabili si estendono verso Boston in Massachusetts.